# Primula littledalei
Primula littledalei là một loài thực vật có hoa trong họ Anh thảo. Loài này được Balf. f. & Watt miêu tả khoa học đầu tiên năm 1916.